# Kassaman
Kassaman hoặc Qassaman (tiếng Ả Rập: قَسَمًا, "chúng ta thề"; ngữ tộc Berber: Tagallit, "Lời thề" hoặc "Chúng tôi xin thề"), được hiểu trong tiếng Việt là "Lời thề", là quốc ca của Algérie. Bài hát được viết thành lời bởi Moufdi Zakaria và được phổ nhạc bởi Mohamed Fawzi, một nhạc sĩ Ai Cập. Nó đã trở thành quốc ca Algérie khi nước này độc lập từ Pháp năm 1962.

## Lịch sử
Bài quốc ca được viết bởi Zakaria khi ông bị cầm tù bởi người Pháp trong khoảng thời gian xảy ra Chiến tranh Algérie. Vốn là người Mozabite, ông không có bút hay giấy khi bị cầm tù tại nhà tù Barberousse, ông đã lấy máu mình để viết bài quốc ca. Nhạc được phổ bởi Fawzi sau khi hai bản nhạc trước đó bị từ chối.
Cả lời và nhạc đều được chấp thuận vào năm 1962 sau Thỏa thuận Évian. Mặc dù ban đầu nó được coi là quốc ca tạm thời, nhưng sự nổi tiếng đã khiến cho nó còn tồn tại cho tới tận ngày nay.

## Lời
| Lời tiếng Ả Rập | Bản dịch | Tiếng Việt |
| Khổ 1 | Khổ 1 | Khổ 1 |
| --- | --- | --- |
| قسما بالنازلات الماحقات و الدماء الزاكيات الطاهرات و البنود اللامعات الخافقات في الجبال الشامخات الشاهقات نحن ثرنا فحياة أو ممات و عقدنا العزم أن تحيا الجزائر فاشهدوا... فاشهدوا... فاشهدوا... | Qasaman bi-n-nāzilāti l-māḥiqāt Wa-d-dimāʾi z-zākiyāti ṭ-ṭāhirāt Wa-l-bunūdi l-lāmiʿāti l-khāfiqāt Fi-l-jibāli sh-shāmikhāti sh-shāhiqāt Naḥnu thurnā fa-ḥayātun ʾaw mamāt Wa-ʿaqadnā al-ʿazma ʾan taḥyā l-Jazāʾir Fa-shhadū! Fa-shhadū! Fa-shhadū!               | Chúng ta thề có trời cao chứng giám, Thề bằng máu đào vinh hiển, Bằng ánh sáng tỏa chiếu trên những ngọn cờ, Trên những con dốc và những ngọn núi hùng vĩ, Rằng chúng ta vùng lên từ những cuộc cách mạng sinh tử Và chúng ta tin Algérie sẽ mãi mãi trường tồn Xin làm chứng, xin làm chứng, xin làm chứng!                   |
| Khổ 2 | | |
| نحن جند في سبيل الحق ثرنا و إلى استقلالنا بالحرب قمنا لم يكن يصغى لنا لما نطقنا فاتخذنا رنة البارود وزنا و عزفنا نغمة الرشاش لحنا وعقدنا العزم أن تحيا الجزائر فاشهدوا... فاشهدوا... فاشهدوا... | Naḥnu jundun fi sabīli l-ḥaqqi thurnā Wa ʾila stiqlālinā bi-l-ḥarbi qumnā Lam yakun yuṣğā lanā lamā naṭaqnā Fa-ttakhadhnā rannata l-bārūdi waznā. Wa-ʿazafnā nağamata r-rashshāshi laḥnā Wa-ʿaqadnā al-ʿazma ʾan taḥyā l-Jazāʾir Fa-shhadū! Fa-shhadū! Fa-shhadū! | Chúng ta là những người lính chiến đấu vì chính nghĩa Vì độc lập, chúng ta phải vùng lên. Chẳng một ai chịu nghe chúng ta Vậy thì chúng ta hãy lấy thuốc súng làm nhạc nền Và âm thanh của tiếng súng làm giai điệu, Và chúng ta tin Algérie mãi mãi trường tồn – Xin làm chứng, xin làm chứng, xin làm chứng!                 |
| Khổ 3 | | |
| يا فرنسا قد مضى وقت العتاب و طويناه كما يطوى الكتاب يا فرنسا إن ذا يوم الحساب فاستعدي وخذي منا الجواب ان في ثورتنا فصل الخطاب و عقدنا العزم أن تحيا الجزائر فاشهدوا... فاشهدوا... فاشهدوا...    | Yā Faransā, qad maḍā waqtu l-ʿitāb Wa-ṭawaynāhu kamā yuṭwā l-kitāb Yā Faransā ʾinna dhā yawmu l-ḥisāb Fa-staʿiddī wa-khudhī minnā l-jawāb ʾInna fī thawratinā faṣlu l-khiṭāb Wa-ʿaqadnā al-ʿazma ʾan taḥyā l-Jazāʾir Fa-shhadū! Fa-shhadū! Fa-shhadū!             | Này giặc Pháp, thời gian của sự nhục nhã đã qua đi Và chúng ta kết thúc như gấp sách lại; Ôi Pháp, thời khác phán xử đã đến Hãy sẵn sàng đón nhận lời đáp trả của chúng ta! Cuộc cách mạng kết thúc những lời lẽ dối trá; Và chúng ta tin Algérie mãi mãi trường tồn – Xin làm chứng, xin làm chứng, xin làm chứng!            |
| Khổ 4 | | |
| نحن من أبطالنا ندفع جندا و على أشلائنا نصنع مجدا و على أرواحنا نصعد خلدا وعلى هاماتنا نرفع بندا جبهة التحرير أعطيناك عهدا و عقدنا العزم أن تحيا الجزائر فاشهدوا... فاشهدوا... فاشهدوا...        | Naḥnu min ʾabṭālinā nadfaʿu jundā Wa-ʿala ʾashlaʾinā naṣnaʿu majdā. Wa-ʿala ʾarwāḥinā naṣʿadu khuldā. Wa-ʿala hāmātinā narfaʿu bandā. Jabhatu t-Taḥrīri ʾaʿṭaynāki ʿahdā. Wa-ʿaqadnā al-ʿazma ʾan taḥyā l-Jazāʾir Fa-shhadū! Fa-shhadū! Fa-shhadū!                | Từ những người anh hùng, ta tạo nên những đoàn quân Và chúng ta thà chết để bảo vệ vinh quang cho tổ quốc, Linh hồn chúng ta sẽ mãi mãi bất tử Vai kề vai, cùng phất cao ngọn cợ. Mãi trung thành với lực lượng giải phóng quốc gia, Và chúng ta tin Algérie mãi mãi trường tồn – Xin làm chứng, xin làm chứng, xin làm chứng! |
| Khổ 5 | | |
| صرخة الأوطان من ساح الفدا فاسمعوها واستجيبوا للندا و اكتبوها بدماء الشهدا وأقرؤوها لبني الجيل غدا قد مددنا لك يا مجد يدا و عقدنا العزم أن تحيا الجزائر فاشهدوا... فاشهدوا... فاشهدوا...         | Ṣarkhatu l-ʾawṭāni min sāḥi l-fidā Ismaʿūhā wa-stajībū li-n-nidā Wa-ktubūhā bi-dimāʾi sh-shuhadāʾ Wa-qraʾūhā li-banī l-jayli ğadā. Qad madadnā laka yā majdu yadā Wa-ʿaqadnā al-ʿazma ʾan taḥyā l-Jazāʾir Fa-shhadū! Fa-shhadū! Fa-shhadū!                        | Tiếng khóc than của Tổ quốc vang lên từ nơi chiến trường. Hãy lắng nghe vàng đáp lại tiếng gọi ấy! Hãy viết lên bằng máu của tử sĩ Để thế hệ sau đọc và tiếp nối. Ôi vinh quang, nhất định hãy nắm lấy nó Và chúng ta tin Algérie mãi mãi trường tồn – Xin làm chứng, xin làm chứng, xin làm chứng!                            |

## Bản chất
Vốn là một bài hát ái quốc và có lời nhạc chiến tranh, nó mang đậm dấu ấn của một phong trào giải phóng, đòi tự do và độc lập dân tộc, song bản chất của nó cũng bị đặt ra câu hỏi do sự hiếu chiến cũng như cái nhìn không thân thiện với Pháp của bài quốc ca.